# Yōsuke Nishi
Yōsuke Nishi (japanisch 西 洋祐 Nishi Yōsuke; * 12. Mai 1983 in der Präfektur Miyagi) ist ein ehemaliger japanischer Fußballspieler.

## Karriere
Nishi erlernte das Fußballspielen in der Jugendmannschaft von Vegalta Sendai. Seinen ersten Vertrag unterschrieb er 2002 bei den Vegalta Sendai. Der Verein spielte in der höchsten Liga des Landes, der J1 League. Am Ende der Saison 2003 stieg der Verein in die J2 League ab. Für den Verein absolvierte er fünf Ligaspiele. Danach spielte er bei den Grulla Morioka und Sony Sendai FC. Ende 2011 beendete er seine Karriere als Fußballspieler.